# Морозов, Алексей Юрьевич
Алексе́й Ю́рьевич Моро́зов (род. 2 ноября 1961, Москва) — физик-теоретик широкого профиля, с интересами и результатами в различных областях, начиная с традиционной теории элементарных частиц и кончая абстрактными разделами современной теории поля (теории струн), в которой его результаты получили мировое признание. Им создана группа, объединившая учёных различных московских институтов.

## Образование
- 1978—1984 — Московский физико-технический институт[1].
- 1986 — кандидат физико-математических наук, Институт теоретической и экспериментальной физики
- 1991 — доктор физико-математических наук, Институт теоретической и экспериментальной физики
- 22 мая 2003 г. избран членом-корреспондентом РАН (отделение физических наук (секция ядерной физики))

С 1982 г. работает во ФГБУ ГНЦ РФ Институт теоретической и экспериментальной физики, в настоящее время главным научным сотрудником.
А. Ю. Морозов — автор более 250 оригинальных научных работ, в том числе двух монографий и ряда монографических обзоров. Имеет более 6500 цитирований на свои работы. Индекс Хирша — 44. РИНЦ — 379 работ, 7691 цитирование, индекс 44.
А. Ю. Морозов является членом редколлегий журналов ТМФ, IJMPA и MPLA.

## Награды
- Медаль ордена «За заслуги перед Отечеством» II степени (15 февраля 2024 года) — за большой вклад в развитие отечественной науки, многолетнюю плодотворную деятельность и в связи с 300-летием со дня основания Российской академии наук[7]